# Barrettini
Barrettini je otok u Tirenskom moru koji se nalazi sjeverozapadno od otoka La Maddalena, na sjeveroistoku Sardinije.
Administrativno pripada općini La Maddalena i nalazi se unutar Nacionalnog parka otočja Maddalena.

## Vanjske poveznice
|  | Zajednički poslužitelj ima još gradiva o temi Barrettini |